# Diagram stanów

Przykładowy diagram stanów

Diagram stanów – diagram używany przy analizie i projektowaniu oprogramowania. Pokazuje przede wszystkim możliwe stany obiektu oraz przejścia, które powodują zmianę tego stanu.
Można też z niego odczytać, jakie sekwencje sygnałów (danych) wejściowych powodują przejście systemu w dany stan, a także jakie akcje są podejmowane w odpowiedzi na pojawienie się określonych stanów wejściowych. Tym samym tworzony jest cykl życia obiektu, który może być tym istotniejszy w procesie wytwarzania oprogramowania, im więcej jest możliwych stanów obiektu.